# Glogovac (Bijeljina, BiH)
Glogovac su naseljeno mjesto u sastavu Grada Bijeljine, Republika Srpska, BiH.

## Stanovništvo
| Glogovac           |              |
| godina popisa      | 1991.        |
| Srbi               | 415 (95,18%) |
| Muslimani          | 0            |
| Hrvati             | 0            |
| Jugoslaveni        | 0            |
| ostali i nepoznato | 21 (4,81%)   |
| ukupno             | 436          |